# Yaprak Medine
Yaprak Medine (* 1996 oder 1997 in Istanbul) ist eine türkische Schauspielerin.

## Leben und Karriere
Zunächst war Medine in verschiedenen Werbespots zu sehen.
Ihr Debüt gab sie 2020 in der Fernsehserie Yarım Kalan Aşklar. Von 2020 bis 2021 war sie in Menajerimi Ara zu sehen. Anschließend spielte sie 2021 in Son Yaz mit.
2022 bekam Medine in Yalnız Kurt eine Hauptrolle. Außerdem trat sie 2023 in Yirmisekiz auf. Zwischen 2023 und 2024 wurde sie für die Serie Yıldızlar Bana Uzak gecastet.

## Filmografie
Serien
- 2020: Yarım Kalan Aşklar
- 2020–2021: Menajerimi Ara
- 2021: Son Yaz
- 2022: Yalnız Kurt
- 2023: Yirmisekiz
- 2023–2024: Yıldızlar Bana Uzak